# Pružalac aplikacionih usluga
Internet hosting omogućava računarske usluge korisnicima preko mreže. Ponuđeni softver koji koristi ASP model se ponekad takođe naziva softver na zahtev ili softver usluge. Ovo možemo najlakše objasniti tako što ćemo reći da ASP omogućava pristup određenom programu koristeći standardni protokol kao što je HTTP.
Potreba za ASP-om je nastala zbog rastuće cene softvera koja je nadmašila finansijske mogućnosti malih i srednjih preduzeća. Takođe, rastuća složenost softvera je dovela do ogromne cene distribuiranja softvera do krajnjih korisnika. Kroz ASP složenost i cena takvog softvera se mogu smanjiti. Dodatno, problemi pri nadogradnji softvera su eleminisani, tu je 24/7 tehnička podrška, fizička i elektronska sigurnost, i ugrađena podrška za specifične prohteve korisnika. 
Značaj ove sfere računarstva se ogleda u njenoj veličini. Od rane 2003-će godine, ovo tržište u SAD-u ima obrt od 1,5 do 4 milijarde dolara. Klijenti koji koriste ASP usluge su preduzeća, vladine institucije, i slično.

### Tipovi provajdera
Postoje nekoliko formi ASP poslova. Oni su:
- Specijalizovani ASP omogućava funkcionalnost samo jednog programa, kao što je plaćanje kreditnim karticama ili evidencija vremena rada;
- Vertikalni ASP omogućava korišćenje paketa programa za specifičan tip korisnika, kao što su zubari;
- Enterprise ASP omogućava pristup širokom spektru rešenja;
- Lokalni ASP omogućava pristup programima u okviru određene oblasti.

Neki analitičari prepoznaju volume ASP kao peti tip. U osnovi ovo je specijalizovani ASP koji nudi jeftine pakete rešenja putem njihovog sajta. PayPal je primer ovog tipa, i njihov ASP je bio jedan od načina da se smanji cena svake transakcije. 
Pored ovih tipova, neke velike kompanije kao što su HP i IBM koriste ASP koncept kao posebni poslovni model kao podrška za neke određene korisnike.

### ASP model
Aplikacioni softver se nalazi na strani davaoca usluge i pristupa mu se kroz web pregledač koristeći HTML ili kroz posebni klijentski softver koji je napravio davalac usluge. posebni klijentski softver može takođe da komunicira sa ovim sistemom kroz XML API. Ovi API-i mogu takođe da se koriste kada je potrebno integrisati ASP u lokalne sisteme. ASP-ovi mogu ali i ne moraju da koriste višestrukost u raspodeli softvera klijentima; neki ASP-ovi koriste instancu ili licencu za svakog korisnika, a neki koriste jednu instancu u modu višestrukog pristupa koja se sada češće naziva SaaS.
Uobičajene mogućnosti koje se povezuju sa ASP-om uključuju:
- ASP u potpunosti poseduje i upravlja softverskom aplikacijom
- ASP poseduje, upravlja i održava servere koji pružaju podršku softveru
- ASP omogućava pristup informacijama klijentima preko interneta ili preko tankog klijenta
- ASP se naplaćuje po korišćenju ili preko mesečne ili godišnje pretplate

Prednosti ovog pristupa uključuju:
- Problemi sa integracijom softvera na klijentskoj strani su eleminisani
- Cena softvera za program je raspoređena po svim klijentima
- Proizvođači mogu da naprave iskusnije aplikacije nego što to može IT sektor nekih kompanija
- Ključni softverski sistemi se uvek nadograđuju, uvek su dostupni i sa njima upravljaju eksperti
- Povećana je pouzdanost, pristupnost, skalabilnost i sigurnost internih IT sistema
- Licenca provajdera garantuje određeni nivo usluge
- Pristup ekspertima posvećenim tačno određenom proizvodu
- Smanjenje internih troškova IT sektora na tačno određenu mesečnu cenu
- Omogućava IT sektorima u kompanijama da se fokusiraju na neke druge konkretne zadatke

Neke mane su:
- Klijent nekada mora da prihvati aplikaciju koju koristi preko ASP-a takvu kakva jeste pošto provajderi mogu da ponude prilagođena rešenja samo najvećim korisnicima
- Klijent se oslanja iskljucivo na provajdera da obezbedi određenu funkcionalnost programa što ograničava njegovu kontrolu nad programom
- Promene u ASP-u mogu da rezultuju promenom nivoa pristupa servisu za određene klijente
- Integracija sa klijentskim ne-ASP sistemima može da bude problematična

Procena da li treba preći na određenu ASP infrastrukturu može ponekad dosta da košta jer firma mora da proceni sve vrste rizika povezane sa tim ASP-om. U slučaju loše procene rizika može doći do:
- Gubitka kontrole nad podacima preduzeća
- Gubitka kontrole nad imidžom preduzeća
- Nedovoljne ASP sigurnosti da pokrije rizike
- Deljenja podataka preduzeća sa drugim korisnicima istog ASP-a
- Narušavanja integriteta podataka preduzeća

Još neki rizici mogu da uključuju lošu procenu stabilnosti ASP provajdera odnosno koliko je stabilna sama ta kompanija, i koliko se na nju može računati u budućnosti. Iz ovih razloga Cisco Sistems je razvio određene smernice pri proceni ASP-a. Ove smernice uključuju procenu širine ASP servisa, sigurnost programa i sposobnost ASP-a da se nosi sa problemima sigurnosti. Na kraju, smernice ukazuju na važnost obavljanja revizija od strane ASP-a koje se odnose na:
- Port/network servisi
- Ranjivost aplikacija
- Ljude koji se bave ASP-om

Lične posete kompaniji koja je odgovorna za ASP bi takođe trebalo da potvrdi njenu sigurnost i profesionalizam.

### Istorijat
Pošto je cilj svih ASP-ova da omoguće outsource klijentima, tako da bi oni mogli da se fokusiraju na svoju osnovnu delatnost, može se reći da su ASP-ovi direktni naslednici servis biroa iz 60-ih i 70-ih. Ovi biroi su pokušavali da ispune viziju računarstva kao usluge, što je prvi put predloženo od strane Džona Makartija u govoru na MIT-u 1961. godine. Jostejn Eikeland, osnivač komapnije Telecomputing, je odgovoran za akronim ASP, koji je smislio 1996. godine, sudeći po Inc. Magazine-u.

### Spoljašnje veze
- Application Service Providers на веб-сајту  (језик: енглески)